# Sei gradi di separazione

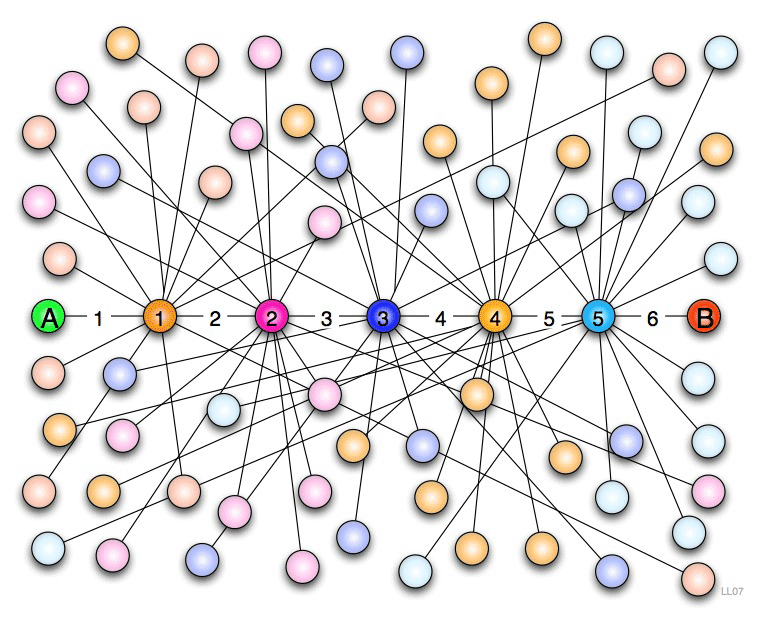
Sei gradi di separazione.

La teoria dei sei gradi di separazione in semiotica e sociologia è un'ipotesi secondo la quale ogni persona può essere collegata a qualunque altra persona o cosa attraverso una catena di conoscenze e relazioni con non più di 5 intermediari.
La teoria fu formulata per la prima volta nel 1929 dallo scrittore ungherese Frigyes Karinthy nel racconto omonimo pubblicato nel volume Catene.

## Storia
Negli anni cinquanta Ithiel de Sola Pool (MIT) e Manfred Kochen (IBM) cercarono di dare una dimostrazione matematica della teoria: «Dato un insieme di {\displaystyle N} persone, qual è la probabilità che ogni membro di {\displaystyle N} sia connesso a un altro membro attraverso {\displaystyle k_{1}}, {\displaystyle k_{2}}, {\displaystyle k_{3}}...{\displaystyle k_{n}} collegamenti ?». Per circa vent'anni nessuno riuscì a risolvere il problema in modo soddisfacente.

### Teoria del mondo piccolo
Nel 1967 lo psicologo americano Stanley Milgram, con un esperimento sociale, sottopose l'ipotesi a prova empirica e sotto forma di "teoria del mondo piccolo". Selezionò, in modo casuale, un gruppo di statunitensi del Midwest e chiese loro di spedire un pacchetto a un estraneo che abitava nel Massachusetts, a diverse migliaia di chilometri di distanza. Ognuno di essi conosceva il nome del destinatario, il suo impiego e la zona in cui risiedeva, ma non l'indirizzo preciso. Fu quindi chiesto a ciascuno dei partecipanti all'esperimento di spedire il proprio pacchetto a una persona da loro conosciuta, che, a loro giudizio, poteva avere la maggiore probabilità di conoscere il destinatario finale. Quella persona avrebbe fatto lo stesso, e così via, fino a che il pacchetto non fosse stato consegnato al destinatario finale.
Milgram si aspettava che il completamento della catena avrebbe richiesto almeno un centinaio di intermediari, rilevando invece che i pacchetti, per giungere al destinatario, richiesero in media solo tra i cinque e i sette passaggi. L'esperimento di Milgram fu pubblicato in Psychology Today e dall'articolo nacque l'espressione "sei gradi di separazione".

### Eco mediatica
L'espressione divenne ancor più popolare, quando fu scelta come titolo di uno spettacolo teatrale del 1990. In seguito si scoprì che Milgram aveva basato le sue conclusioni su un esperimento effettuato con un numero di pacchetti davvero esiguo, ma i sei gradi di separazione erano ormai diventati un concetto assodato nella cultura di massa: ciò avvenne grazie al film 6 gradi di separazione di Fred Schepisi, tratto dall'omonima commedia teatrale di John Guare, replicata più volte a Broadway, e si consolidò soprattutto dopo che Brett C. Tjaden ebbe pubblicato un gioco per computer sul sito web della University of Virginia, basato sulla teoria del mondo piccolo.
Tjaden usò infatti l'Internet Movie Database per documentare i collegamenti tra attori differenti. Time Magazine nominò il suo sito come uno dei "10 migliori siti web del 1996". Il numero di passaggi tra attori differenti è però, in media, inferiore a sei, perché l'insieme degli attori contiene alcuni nodi da cui si irradiano molti collegamenti, costituiti dagli attori che hanno partecipato a molti film. Il grado di separazione per Kevin Bacon, l'attore su cui era originariamente incentrata questa ricerca, è circa 3.

### Altre sperimentazioni
Nel 2001 Duncan Watts, professore della Columbia University, ricreò l'esperimento di Milgram su internet. Watts usò un messaggio e-mail come "pacchetto" che doveva essere consegnato da 48.000 differenti persone, residenti in 157 Stati diversi, nei confronti di 19 "obiettivi". Dall'analisi dei dati Watts riscontrò che il numero medio di intermediari era effettivamente sei. La ricerca di Watts, pubblicata su Science nel 2003, e l'avvento dell'era del computer, permisero l'applicazione della teoria dei sei gradi di separazione anche ad aree differenti, tra cui l'analisi delle reti informatiche ed elettriche, la trasmissione delle malattie, la teoria dei grafi, le telecomunicazioni, e la progettazione della componentistica dei computer.
Nel 2006 due ricercatori di Microsoft, sfruttando i log delle conversazioni attraverso MSN Messenger, ricavarono che fra due utenti del programma vi sono in media 6,6 gradi di separazione. Nello stesso anno, un servizio-inchiesta della rete televisiva ABC dimostrò che lo status socioeconomico dei "bersagli" non influisce in alcun modo sul numero dei gradi di separazione. L'ABC reclutò una nota giornalista newyorkese, chiedendole di mettersi in contatto con un ex pugile disoccupato: la giornalista ci riuscì nei canonici sei passaggi. All'ex pugile, invece, fu chiesto di contattare una nota ballerina: vi riuscì in soli cinque passaggi.

### Facebook
Nel 2011 un gruppo di informatici dell'Università degli studi di Milano, in collaborazione con due informatici di Facebook, effettuò un esperimento su scala planetaria per calcolare il grado di separazione tra tutte le coppie di individui su Facebook. In media i gradi di separazione riscontrati furono 4,74, molto meno dell'esito dell'esperimento di Milgram. Il 92% delle coppie è separato da non più di 4 gradi.
Tuttavia il dato non è rappresentativo delle relazioni di amicizia nella vita reale, dato che molti utenti di Facebook annoverano tra gli "amici" persone che non conoscono affatto.